# Enrique Bushell y Laussat
Enrique Bushell y Laussat (Alacant, 17 de setembre de 1838 - Hellín, 12 de maig de 1908) fou un comerciant i polític valencià, diputat a les Corts Espanyoles durant la restauració borbònica.

## Biografia
Membre d'una família de comerciants d'origen francès i anglès, de 1870 a 1880 es va dedicar a l'exportació de vi i espart, així com a l'explotació de les seves terres d'Hellín. Va fer una gran fortuna, cosa que li va permetre el 1877 ser president de la Lliga de Contribuents d'Alacant, on fou un dels fundadors de la Caixa d'Estalvis d'Alacant i el Casino d'Alacant, del que en fou president el 1880-1883. També col·laborà al diari El Día de Madrid, fou agent de diverses empreses ferroviàries i minaires, i representant oficial a Espanya de Río Tinto Company Limited de Huelva entre 1889 i 1896.
Membre del Partit Liberal Fusionista, fou elegit diputat pel districte de Pego a les eleccions generals espanyoles de 1881 i 1886, però el 1890 s'adscriu al Partit Conservador, facció del duc de Tetuán amb el que fou elegit diputat per Pego a les eleccions generals espanyoles de 1891 i per Valverde del Camino (província de Huelva) a les eleccions generals espanyoles de 1893. Expert en temes pressupostaris, va intervenir sempre en els debats dels pressupostos, les lleis fiscals i els tractats comercials. Posteriorment fou senador per la província de Castelló el 1896-1900 i 1901-1907.

## Obres
- El crédito agrícola (1881)